# Сингальская Википедия
Сингальская Википедия (синг. විකිපීඩියා) — раздел Википедии на сингальском языке, созданный в 2004 году. Сингальская Википедия по состоянию на 20 марта 2025 года содержит 22 558 статей, 71 794 зарегистрированных пользователей, 3 администраторов. Общее количество страниц в сингальськой Википедии — 160 739, правок — 737 243, загруженных файлов — 2909.

## История
- Октябрь 2006 — было написано 100 статей[3].
- Январь 2009 — число статей в разделе превысило 1000[3].
- Сентябрь 2013 — написана 10 000-я статья[3].